# Metodio Ottolini
Metodio Ottolini (Aldeno, 1882 – 1958) è stato un pittore italiano.
Dopo gli studi a Venezia all'accademia di Belle Arti, Ottolini svolse la sua attività di pittore a Trento ed in varie località del Trentino.

## Opere
Tra le sue opere i lavori di decorazione, svolti nel 1913 e nel 1937, della chiesa di Santo Stefano di Ischia di Pergine Valsugana, documentata dal 1471 e l'affresco del 1926 nella chiesa di Sant'Antonio Abate di Magasa.
Un'altra delle opere di grande valore artistico di Ottolini sono gli affreschi eseguiti sulle volte della chiesa di San Bartolomeo di Capriana nel 1928. Quest'opera venne dapprima eseguita su otto tele di dimensioni ridotte dipinte utilizzando la tecnica ad acquerello e solo in un secondo momento vennero riportate sulle volte della chiesa.

### Edifici di culto nei quali ha lavorato
- Chiesa di Santa Brigida a Trento
- Chiesa dell'Immacolata e dei Santi Fabiano e Sebastiano a Fiavé
- Chiesa di San Valentino a Sover
- Chiesa di San Marco Evangelista a Rovereto
- Chiesa di San Valentino a Malé
- Chiesa dei Santi Pietro e Paolo a Terragnolo